# Brownsboro (Texas)
Brownsboro es una ciudad ubicada en el condado de Henderson en el estado estadounidense de Texas. En el Censo de 2010 tenía una población de 1.039 habitantes y una densidad poblacional de 169,05 personas por km².

## Geografía
Brownsboro se encuentra ubicada en las coordenadas 32°17′54″N 95°36′47″O / 32.29833, -95.61306. Según la Oficina del Censo de los Estados Unidos, Brownsboro tiene una superficie total de 6.15 km², de la cual 6.15 km² corresponden a tierra firme y (0%) 0 km² es agua.

## Demografía
Según el censo de 2010, había 1.039 personas residiendo en Brownsboro. La densidad de población era de 169,05 hab./km². De los 1.039 habitantes, Brownsboro estaba compuesto por el 82.96% blancos, el 2.89% eran afroamericanos, el 0.29% eran amerindios, el 0% eran asiáticos, el 0% eran isleños del Pacífico, el 12.61% eran de otras razas y el 1.25% pertenecían a dos o más razas. Del total de la población el 15.59% eran hispanos o latinos de cualquier raza.